# 秣周路车辆段
秣周路车辆段是南京地铁3号线的一座车辆段，位于南京江宁区。

## 概况
秣周路车辆段定位为南京地铁3号线的厂架修段，配备完善的车辆运用检修设施，并设置综合维修中心、材料总库与培训中心。
秣周路车辆段采用顺向横列式段型，入段线长913.9米，出段线厂771.5米，双线呈八字形接入场地；主厂房与运用库位于基地东侧，厂前区位于基地西侧，基地北侧设一条长度为960米的试车线。建筑总面积113625.3平方米。

## 历史
秣周路车辆段原址曾为水田与菜地。在3号线调研阶段，南京规划部门曾计划以双龙街附近作为车辆段并被写入第一版环境评价报告中。但由于多方面因素，车辆段南移11千米到南京绕城高速外的秣周路附近：
- 双龙街方案需要接轨大明路站，出入段线长达3.5千米，不利于后续运营；且车辆段位置位于3号线全线中部，收发车距离较长；

- 双龙街方案北接沪蓉高速，南接京沪高速铁路，南北仅长200米，不利于后续施工规划；

- 双龙街方案内已有大量民房、厂房聚集，拆迁难度大、费用高。

同时，为考虑与车辆基地的连接与客流需求，新增秣周东路站。车辆段于2010年年初开工。2012年11月，车辆段结构封顶。
2013年3月，3号线首列车入段进行调试。2015年4月1日，秣周路车辆段随3号线全线通车投入营运。